# Саут-Шафтсбері (Вермонт)
Саут-Шафтсбері (англ. South Shaftsbury) — переписна місцевість (CDP) в США, в окрузі Беннінґтон штату Вермонт. Населення — 681 особа (2020).

## Географія
Саут-Шафтсбері розташований за координатами 42°56′26″ пн. ш. 73°11′41″ зх. д. / 42.94056° пн. ш. 73.19472° зх. д. (42.940608, -73.194616).  За даними Бюро перепису населення США в 2010 році переписна місцевість мала площу 5,81 км², з яких 5,81 км² — суходіл та 0,01 км² — водойми.

## Демографія
Згідно з переписом 2010 року, у переписній місцевості мешкали 683 особи в 293 домогосподарствах у складі 197 родин. Густота населення становила 117 осіб/км².  Було 323 помешкання (56/км²).
Расовий склад населення:
| - 97,4 % — білих - 0,4 % — чорних або афроамериканців - 0,4 % — азіатів - 0,1 % — вихідців з тихоокеанських островів |

До двох чи більше рас належало 1,6 %. Частка іспаномовних становила 0,3 % від усіх жителів.
За віковим діапазоном населення розподілялося таким чином: 20,9 % — особи молодші 18 років, 59,9 % — особи у віці 18—64 років, 19,2 % — особи у віці 65 років та старші. Медіана віку мешканця становила 45,4 року. На 100 осіб жіночої статі у переписній місцевості припадало 92,9 чоловіків;  на 100 жінок у віці від 18 років та старших — 89,5 чоловіків також старших 18 років.
Середній дохід на одне домашнє господарство  становив 40 614 долари США (медіана — 37 406), а середній дохід на одну сім'ю — 45 072 долари (медіана — 60 391). Медіана доходів становила 40 406 доларів для чоловіків та 29 815 доларів для жінок. За межею бідності перебувало 24,6 % осіб, у тому числі 60,8 % дітей у віці до 18 років та 0,0 % осіб у віці 65 років та старших.
Цивільне працевлаштоване населення становило 271 особа. Основні галузі зайнятості: роздрібна торгівля — 30,3 %, виробництво — 25,8 %, освіта, охорона здоров'я та соціальна допомога — 17,3 %.